# Josef Pechtl
Josef Pechtl detto Pepi (30 ottobre 1949) è un ex sciatore alpino austriaco.

## Biografia
Specialista delle prove tecniche originario di Lermoos e attivo tra gli anni 1960 e 1970, Pechtl in Coppa del Mondo ottenne il primo piazzamento di rilievo il 10 marzo 1968 a Méribel in slalom gigante (6º) e l'unico podio l'8 marzo 1973 ad Anchorage nella medesima specialità, classificandosi 3º dietro all'austriaco Hansi Hinterseer e allo svizzero Adolf Rösti. Prese parte ai Mondiali di Sankt Moritz 1974, piazzandosi 7º nello slalom gigante; il suo ultimo piazzamento in Coppa del Mondo fu il 7º posto ottenuto nello slalom speciale disputato il 10 marzo 1974 a Vysoké Tatry, mentre l'ultimo risultato della sua carriera agonistica fu la medaglia d'oro vinta nello slalom speciale ai Campionati austriaci 1975, disputato il 14 febbraio a Zell am See. Non prese parte a rassegne olimpiche.

## Palmarès

### Coppa del Mondo
- Miglior piazzamento in classifica generale: 27º nel 1973
- 1 podio:
  - 1 terzo posto

### Coppa Europa
- Miglior piazzamento in classifica generale: 15º nel 1975[2][senza fonte]
  - 5 vittorie[2][senza fonte]

#### Coppa Europa - vittorie
| Stagione | Località          | Paese          | Specialità |
| -------- | ----------------- | -------------- | ---------- |
| 1972     | Les Menuires      | Francia        | GS         |
| 1973     | Innsbruck         | Austria        | GS         |
| 1973     | Zwiesel           | Germania Ovest | GS         |
| 1975     | Villars-sur-Ollon | Svizzera       | SL         |
| 1975     | Marebbe           | Italia         | GS         |

Legenda:

GS = slalom gigante

SL = slalom speciale

### Campionati austriaci
- 4 medaglie[1][senza fonte]:
  - 1 oro (slalom speciale nel 1975)
  - 3 argenti (slalom gigante, combinata nel 1971; slalom gigante nel 1974)

### Campionati austriaci juniores
- 2 medaglie[1][senza fonte]:
  - 1 oro (slalom gigante nel 1967)
  - 1 argento (combinata nel 1967)